# Саша Тодич
Саша Тодич ((серб. Саша Тодић, Saša Todić), нар. 26 березня 1974, Зренянин, СФРЮ) — сербський футболіст, воротар. Зараз — головний тренер воротарів у клубі «Воєводина».

## Клубна кар'єра
Його батько також грав у футбол, тому Саша пішов по його стопах. На батьківщині в Сербії виступав за команди «Пролетер», «Ястребац» та «Воєводина» з міста Новий Сад.
У січні 2006 року перейшов у сімферопольську «Таврію», підписавши трирічний контракт. Також міг перейти в російську «Том» з Томська. У чемпіонаті України дебютував 5 березня 2006 року о матчі проти донецького «Шахтаря» (1:1), в цьому матчі на 79 хвилині він пропустив гол від поляка Маріуша Левандовського. У «Таврії» став автором унікального рекорду, відбивши 75 відсотків пенальті, призначених у ворота його команди. За підсумками голосування офіційного сайту «Таврії» Тодич став найкращим в першій половині сезону 2006/07 років.
Взимку 2009 року перейшов в «Кримтеплицю» з Молодіжного, підписавши річний контракт, а також Саша в команді став тренером воротарів. Тодич став другим легіонером в історії команди після івуарійця Сулеймана Діабі. Всього за команду провів 7 матчів і пропустив 9 голів. Влітку 2009 року залишив клуб і завершив кар'єру гравця.
Влітку 2009 року все ж перейшов в клуб «Новий Сад». Хоча у нього були пропозиції від «Банату» та клубу «Спартак Златибор Вода», також йому пропонували працювати в структурі «Таврії». У команді дебютував тільки 13 листопада 2010 року в домашньому матчі проти «Младості» з міста Лучани (3:0). У клубі він також обіймає посаду тренера.

## Кар'єра в збірній
Був кандидатом до національної збірної Сербії та Чорногорії.

## Особисте життя
Дружина Весна, дочка Саня, син Стефан.